# Văn Phú, Nho Quan
Văn Phú là xã miền núi cũ nằm ở huyện Nho Quan, tỉnh Ninh Bình, Việt Nam.

## Địa lý
Xã Văn Phú cách trung tâm thành phố Ninh Bình 26 km, có vị trí địa lý:
- Phía Đông giáp xã Thanh Lạc
- Phía Nam giáp xã Phú Lộc
- Phía Tây giáp xã Kỳ Phú
- Phía Bắc giáp các xã Văn Phương và Thanh Lạc.

Xã Văn Phú có diện tích là 12,6 km², dân số năm 2019 là 7.106 người, mật độ dân số đạt 564 người/km².
Xã nằm trên quốc lộ 12B nối thành phố Tam Điệp với thị trấn Nho Quan đi các tỉnh Hòa Bình, Sơn La.

## Văn hóa - du lịch

### Hồ Thường Sung
Nằm trên địa bàn xã Văn Phú có hồ Thường Sung (còn gọi là hồ Thường Xung) là điểm du lịch giải trí đã được đầu tư xây dựng. Khu du lịch hồ Thường Sung do ủy ban nhân dân huyện Nho Quan làm chủ đầu tư với tổng mức đầu tư 226,7 tỷ đồng hoàn thành vào cuối năm 2011. Đây là một hồ nước rộng soi bóng những ngọn núi đá vôi. Hồ Thường Sung còn là hồ câu cá của Ninh Bình.

### Tín ngưỡng thờ thần Cao Sơn ở Phụng Hóa
Xã Văn Phú là nơi đặt ngôi đền chính thờ thần Cao Sơn - vị thần được thờ ở rất nhiều di tích trên địa bàn tỉnh Ninh Bình.
Theo như thần phả các đền thờ Cao Sơn ở Ninh Bình như: đền Núi Hầu (Yên Thắng - Yên Mô), đền Quèn Thờ (Đông Sơn - Tam Điệp), đền Láo xã Văn Phú, đền Sơn Thần (Gia Thủy - Nho Quan), đền Quảng Phúc (Yên Phong - Yên Mô) và đền Cao Sơn (khu núi chùa Bái Đính) thì Cao Sơn đại vương là Lạc tướng Vũ Lâm (tức vùng núi phía tây Ninh Bình ngày nay nên còn được gọi là vị thần tây trấn Hoa Lư tứ trấn), con thứ 17 vua Lạc Long Quân, khi vâng mệnh vua anh (Hùng Vương thứ nhất) đi tuần từ vùng Nam Lĩnh đến vùng Thiên Dưỡng, đã tìm ra một loài cây thân có bột dùng làm bánh thay bột gạo, lấy tên mình đặt tên cho cây là Quang lang (dân địa phương vẫn gọi là cây quang lang hay cây búng báng). Thần đã dạy bảo và giúp đỡ người dân làm ăn sinh sống đồng thời bảo vệ khỏi các thế lực phá hoại vì vậy đã được nhân dân lập nhiều đền thờ.
Thần Cao Sơn thờ ở đình Kim Liên ở Hà Nội, một trong Thăng Long tứ trấn chính là Lạc tướng Vũ Lâm, 1 trong 50 người con của Lạc Long Quân - Âu Cơ. Đền thờ chính của thần ở huyện Phụng Hóa, nay là đền Láo ở xã Văn Phú, Nho Quan, Ninh Bình. Vị thần này có công phù trợ quân Lê Tương Dực diệt được Uy Mục, sau được dân làng Kim Liên rước về thờ và được phong là Cao Sơn đại vương trấn phía Nam kinh thành.